# Boris van Wijk
Boris van Wijk (Amsterdam, 26 mei 1919) is een Nederlands schilder, tekenaar en textielkunstenaar.

## Levensloop
Gevormd door het Nederlandsch Werkliedenverbond Patrimonium en de Kunstnijverheidsschool Quellinus Amsterdam begon van Wijk zich buiten het schilderen meer te profileren als textielkunstenaar.
In de periode rond 1950 vergaarde van Wijk bekendheid met stofdruk op voornamelijk zakdoeken en sjaals in een stijl kenmerkend voor die van Cobra (kunst). In 1950 won van Wijk de eerste prijs bij de souvenirwedstrijd van de Bijenkorf en in 1956 won hij de derde prijs bij een tapijtontwerpwedstrijd van tapijtfabriek Bergoss.

## Werk in openbare collecties (selectie)
- Amsterdam Museum[1]
- TextielMuseum (Tilburg)[2]